# بق (جنس)
البق (الاسم العلمي: Cimex)، جنس من الحشرات من فصيلة البقيات. وأنواع البق من الطفيليات الخارجية التي تتغذى عادة على دم الطيور والثدييات. يُعرف منها نوعان: بق الفراش وCimex hemipterus وبالغالب ما تتغذيان على البشر، بالرغم من أن الأنواع الأخرى قد تتطفل على البشر بشكل انتهازي. وتُعرف الأنواع التي تتطفل بشكل أساسي على الخفافيش باسم بق الخفافيش.